# Cortinarius splendens
Cortinarius splendens (Robert Henry, 1939) din încrengătura Basidiomycota, în familia Cortinariaceae și de genul Cortinarius este o specie destul de rară de ciuperci otrăvitoare care coabitează, fiind un simbiont micoriza (formează micorize pe rădăcinile arborilor). O denumire populară nu este cunoscută. În România, Basarabia și Bucovina de Nord trăiește pe sol calcaros sau silicos împrăștiat, lipsind pe alocuri, în păduri de foioase precum în cele mixte aproape numai sub fagi, rar pe lângă stejari, dar anumite variații se dezvoltă și în păduri de conifere. Apare de la câmpie la munte din iulie până în noiembrie.

## Taxonomie
Numele binomial Cortinarius splendens a fost determinat de medicul și micologul francez Robert Henry (1906-2001) în volumul 55 al jurnalului micologic Bulletin de la Société Mycologique de France din 1939, fiind și numele curent valabil (2021).
Taxoni obligatori sunt Phlegmacium splendens al micologului austriac Meinhard Michael Moser din 1953 și încă odată din 1960 precum variația micologului francez Jacques Melot, anume Cortinarius sulphureus var. splendens din 1986, cu toate bazând pe descrierea lui Henry.
Trebuie menționat că, în 2022, micologii finlandezi Tuula Niskanen și Kare Liimatainen au propagat mutarea speciei la genul Calonarius, creat de ei, sub termenul Calonarius splendens. De asemenea, toți ceilalți taxoni sunt acceptați.
Epitetul specific este derivat din cuvântul latin (latină splendens= licărind, lucitor, strălucind), datorită aspectului general al ciupercii.

## Descriere
- Pălăria: cărnoasă, fermă și nehigrofană cu un diametru de 4-9 (12) cm este la început nu complet emisferică cu marginea nestriată, răsucită spre interior, repede convexă, apoi neregulat aplatizată și ondulată cu marginea răsucită în sus, fără cocoașă. Cuticula este la ariditate mai mult sau mai puțin lucioasă, la umezeală slinoasă până cleioasă. Coloritul preponderent galben în diverse nuanțe, se prezintă spre mijloc pătat roșiatic cu solzi incrustați de văl mai întunecați, în plus există și o variație mai brun-roșiatică.
- Lamelele: sunt subțiri și aglomerate, intercalate cu lameluțe de lungime diferită, ocazional bifurcate, fiind atașate bombat la picior. Coloritul inițial galben de canar se decolorează cu timpul peste galben-măsliniu și brun-gălbui în ruginiu. În tinerețe sunt acoperite de o cortină trecătoare deasă, deschis galben-portocalie, formată din fibre foarte fine ca de păienjeniș, rest al vălului parțial. Muchiile fin fierăstruite devin în vârstă crestate grosolan.
- Piciorul: cărnos, robust și plin pe dinăuntru cu o lungime de 4-8 (11) cm și o grosime de 1-2 cm (la bază 3,5 cm) este în mare parte cilindric, prezentând însă la bază un bulb bordurat, tăios cu un diametru de până la 3,5 cm. Coloritul suprafeței uscate este mereu deschis galben de sulf până galben puternic, tapițat cu resturi ale vălului mai întâi portocalii, apoi, datorită pulberii sporilor, ruginii, dar spre bâză și pe bulb albicios. Resturile miceliului sunt din nou gălbuie. Nu poartă un inel.
- Carnea: cărnoasă și fermă, de culoare gălbuie, galbenă de lămâie sau de gălbenuș de ou, în pălărie ceva mai deschisă, nu se decolorează după tăiere. Mirosul este extrem de neplăcut ca de sulf, acid butiric respectiv gaz natural (dar există o variație cu un miros neutru), gustul fiind blând.[3][4]

| Nu încercați-o niciodată, deoarece ingredientele sunt foarte dăunătoare! |

- Caracteristici microscopice: are spori galben-maronii, în formă de migdale până la elipsoidali, pe exterior verucoși cu o ornamentație fină până medie, mai ascuțiți spre apicol, măsurând 8-10,5 x 5-6 microni. Pulberea lor este ruginie. Basidiile care poartă cleme bazale sunt clavate cu 4 sterigme fiecare, având o dimensiune de 22-30 x 9-10 microni. Celulele marginale de 13-20 x 6-8 microni sunt și ele clavate, asemănătoare basidiolelor (de obicei basidii tinere, fără sterigme, dispuse în stratul himenial printre basidiile mature). Pileocistidele (elemente sterile de pe suprafața pălăriei) gelificate sunt formate din hife sau fragmente de hife mai mult sau mai puțin paralele, lungi de 2-10 µm, pigmentate de la galben pal la maro-gălbui. Se pare că cheilocistidele (elemente sterile situate pe muchia lamelor) și pleurocistidele (elemente sterile situate în himenul de pe fețele lamelor) lipsesc.[11]
- Reacții chimice: carnea se decolorează cu o soluție puternică de baze (hidroxid de potasiu, Hidroxid de sodiu sau azot) gri-măsliniu, iar cuticula roșu închis până brun-roșiatic și carnea cu sulfat de fier verde-măsliniu închis.[12]

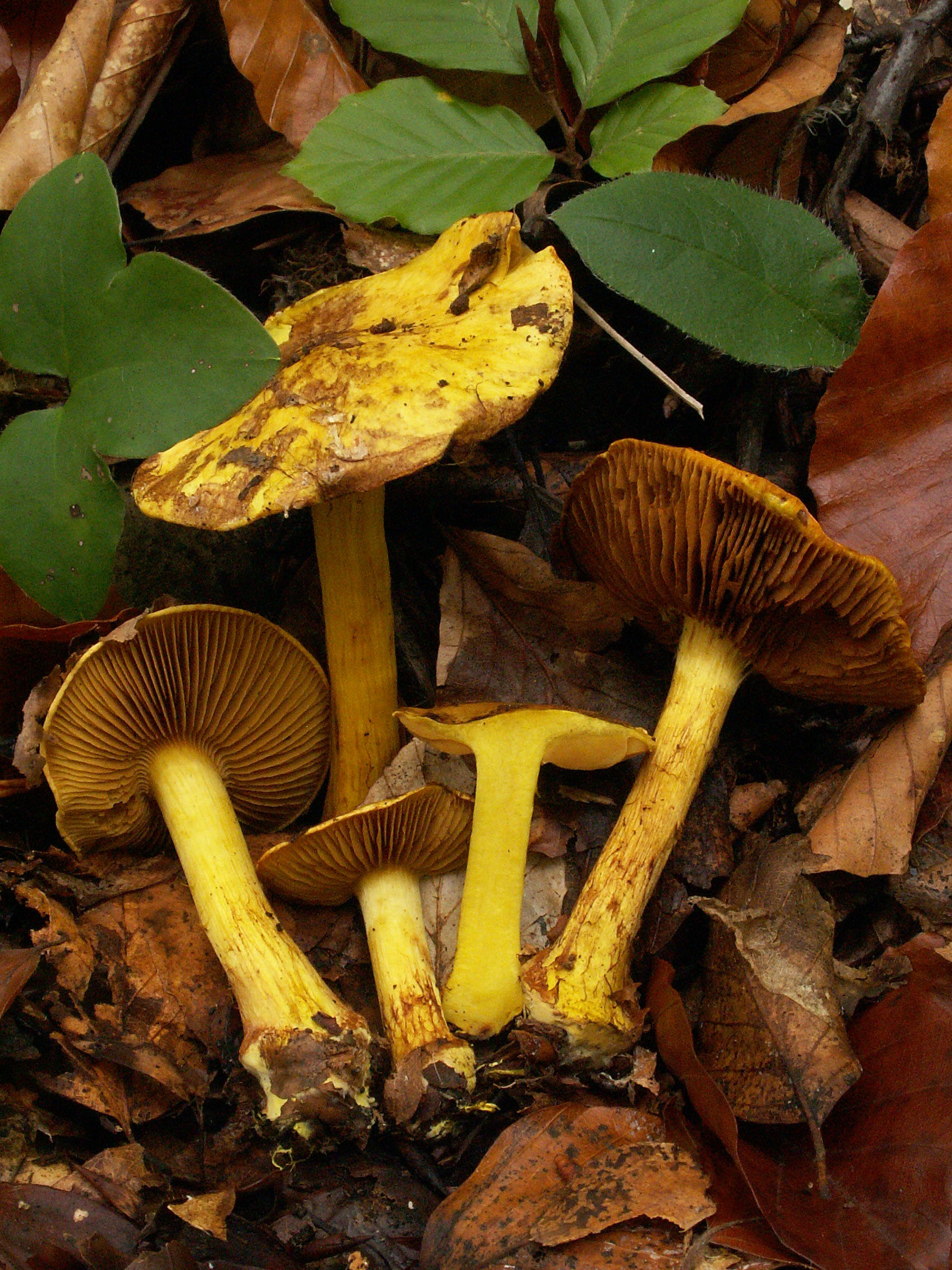
C. splendens, lamele și picior
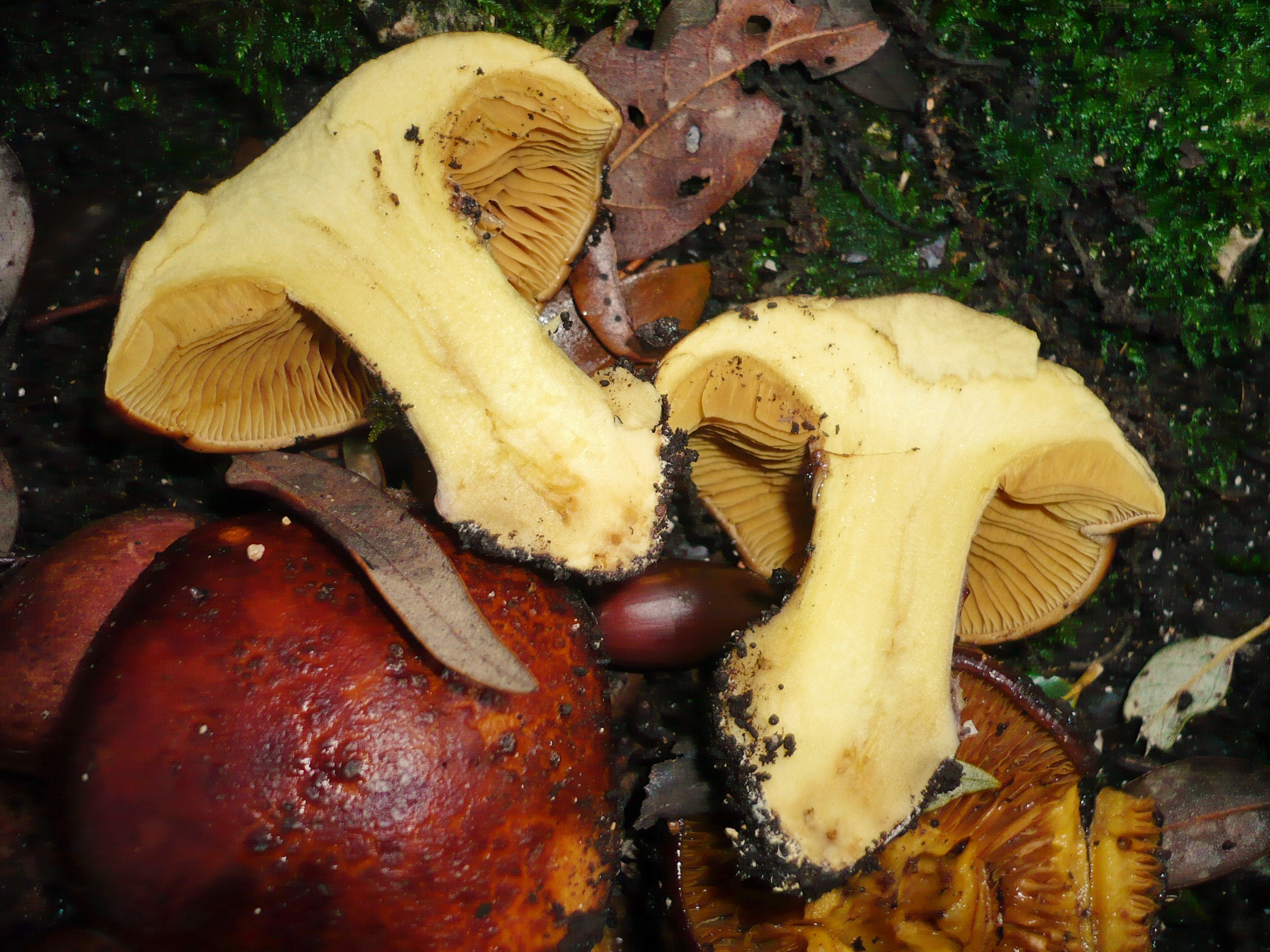
C. splendens, secțiune longitudinală
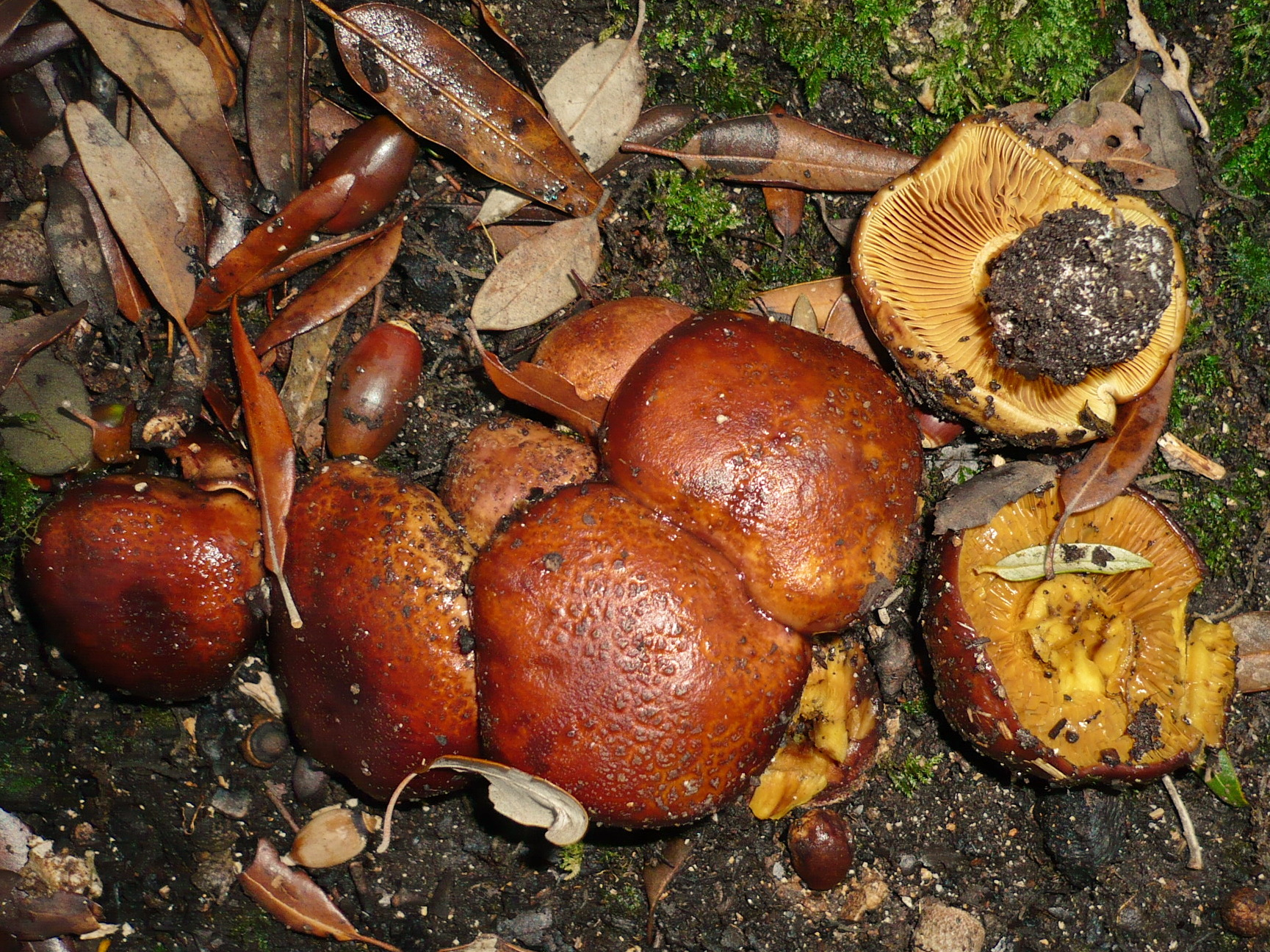
C. splendens mai închise

## Confuzii
Cortinarius splendens poate fi confundat de exemplu cu Cortinarius claricolor (comestibil), Cortinarius crassus (comestibil), Cortinarius elegantior (comestibil, carne slab gălbuie, în centrul piciorului ușor roșiatică, miros imperceptibil, gust blând), Cortinarius elegantissimus (otrăvitor), Cortinarius fulmineus (otrăvitor, miros slab de ciuperci, trăiește numai în păduri de foioase) + imagini Arhivat în 29 noiembrie 2022, la Wayback Machine., Cortinarius meinhardii sin. Cortinarius vitellinus (letal), Cortinarius odorifer (comestibil, cu un miros de anason, Cortinarius olidus (necomestibil), Cortinarius percomis (comestibil), Cortinarius rubicundulus (otrăvitor, lamele ocru, bătrâne brun de scorțișoară, carnea colorându-se  după tăietură imediat galben, apoi maro, gust și miros ușor de ridichi), Cortinarius saginus sin. Cortinarius subvalidus (comestibil), Cortinarius superbus (posibil letal, foarte asemănător, dar miros de iarbă proaspătă sau de porumb verde, gust blând), Cortinarius triumphans sin. Cortinarius crocolitus (comestibil), Cortinarius turmalis (comestibil, miros ceva fistichiu ca de drojdie sau de lapte acru, gust blând) sau chiar și cu Tricholoma equestre sin. Tricholoma flavovirens (poate să fie letală ca Paxillus involutus, pălărie galben-verzuie, picior albicios, spori albi, miros făinos și gust plăcut).

## Specii asemănătoare în imagini

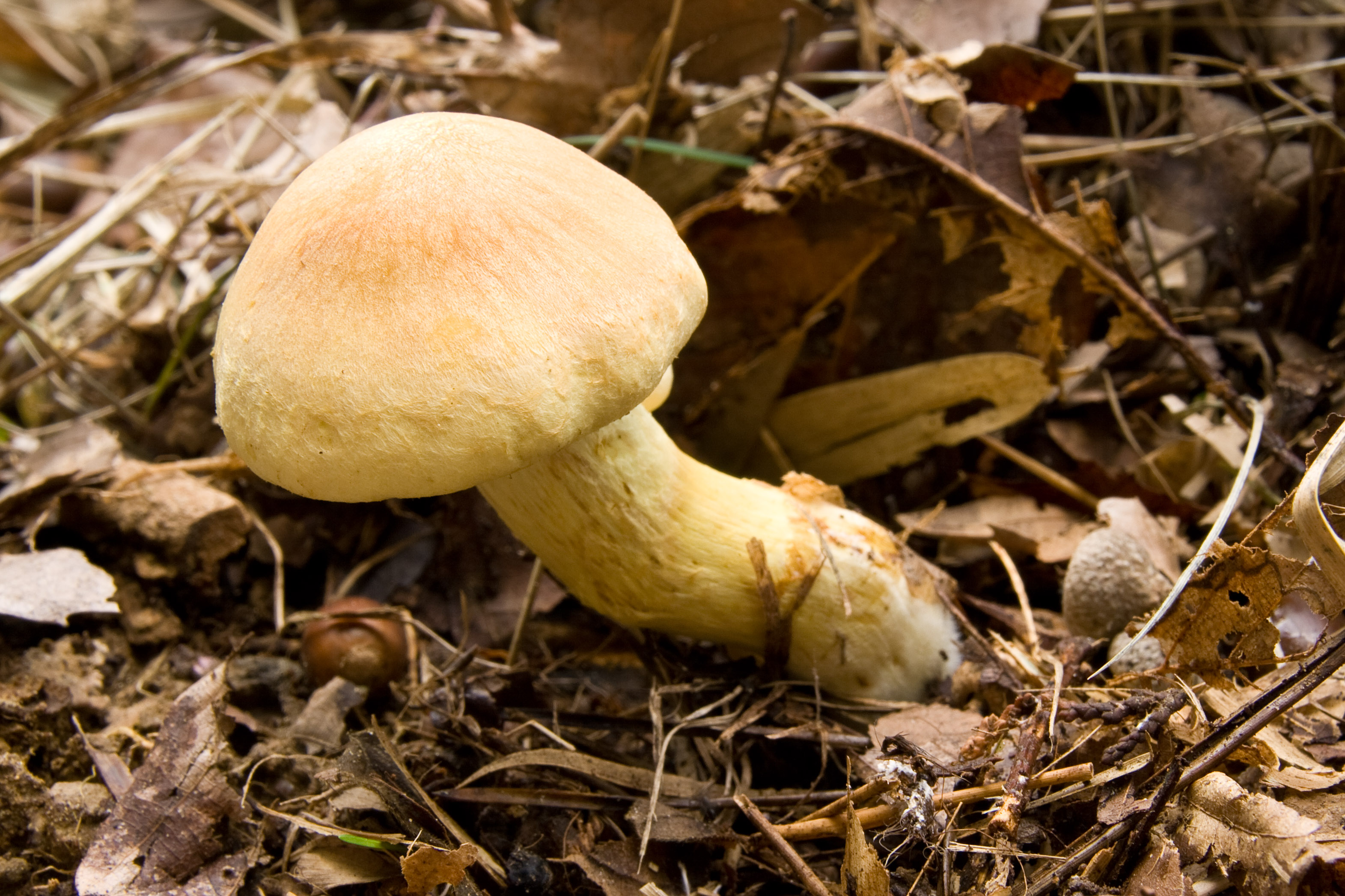
Cortinarius claricolor
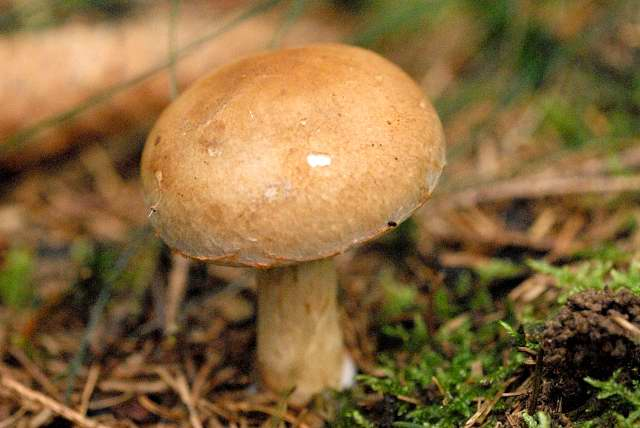
Cortinarius.crassus
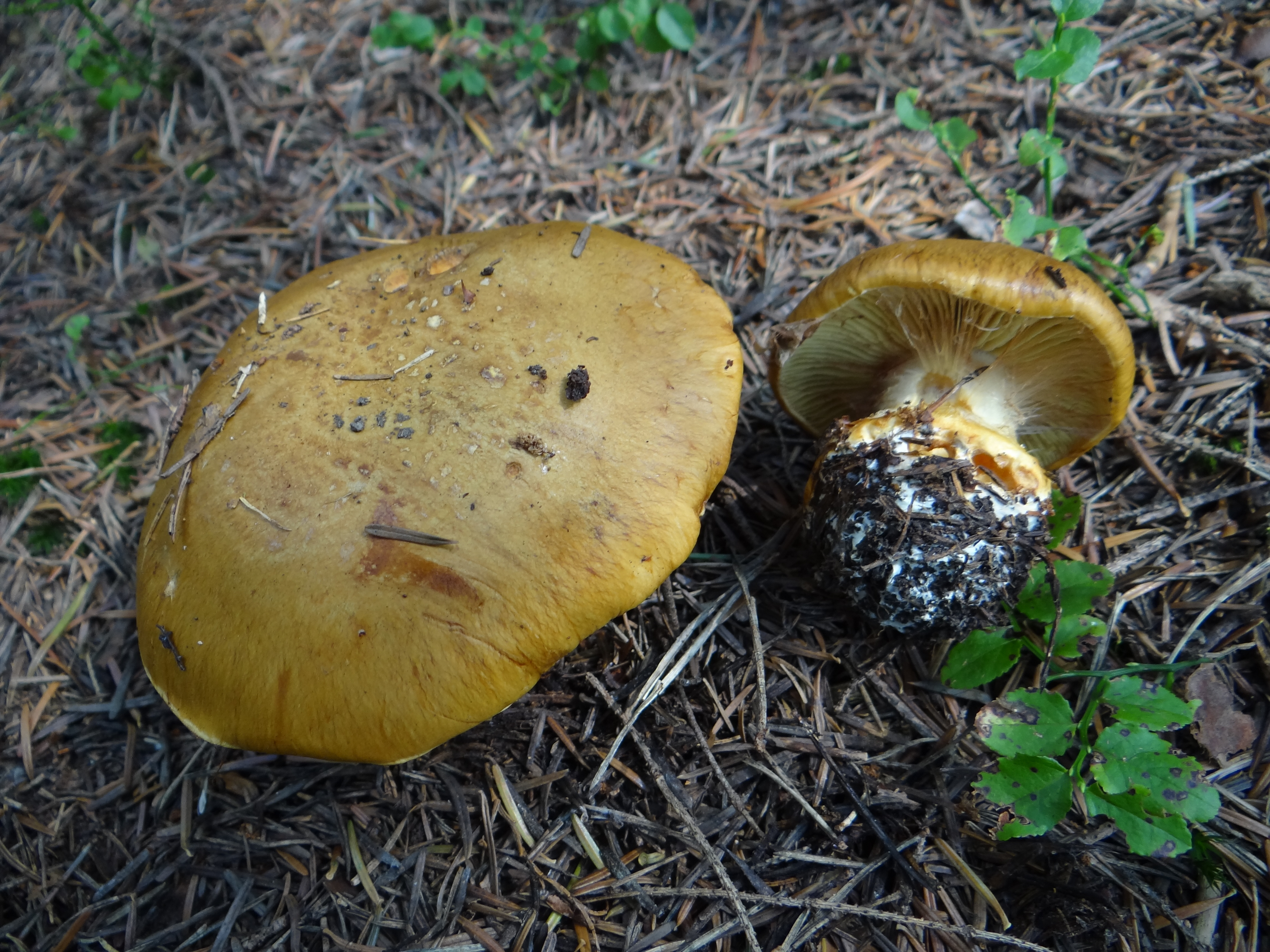
Cortinarius elegantior
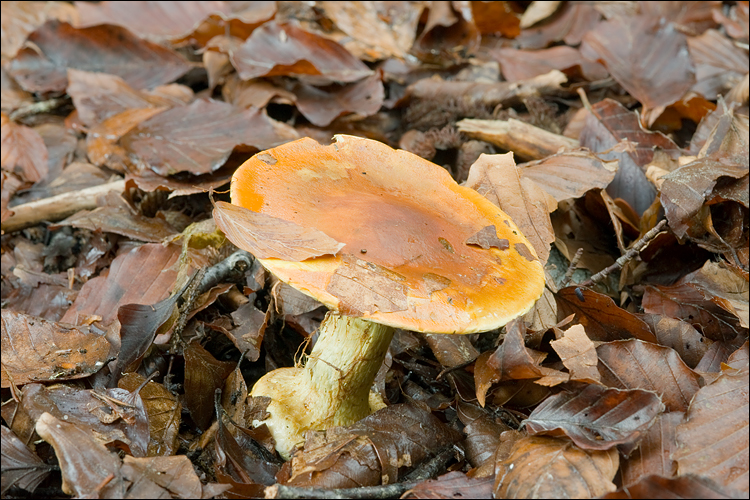
!!Cortinarius elegantissimus!!
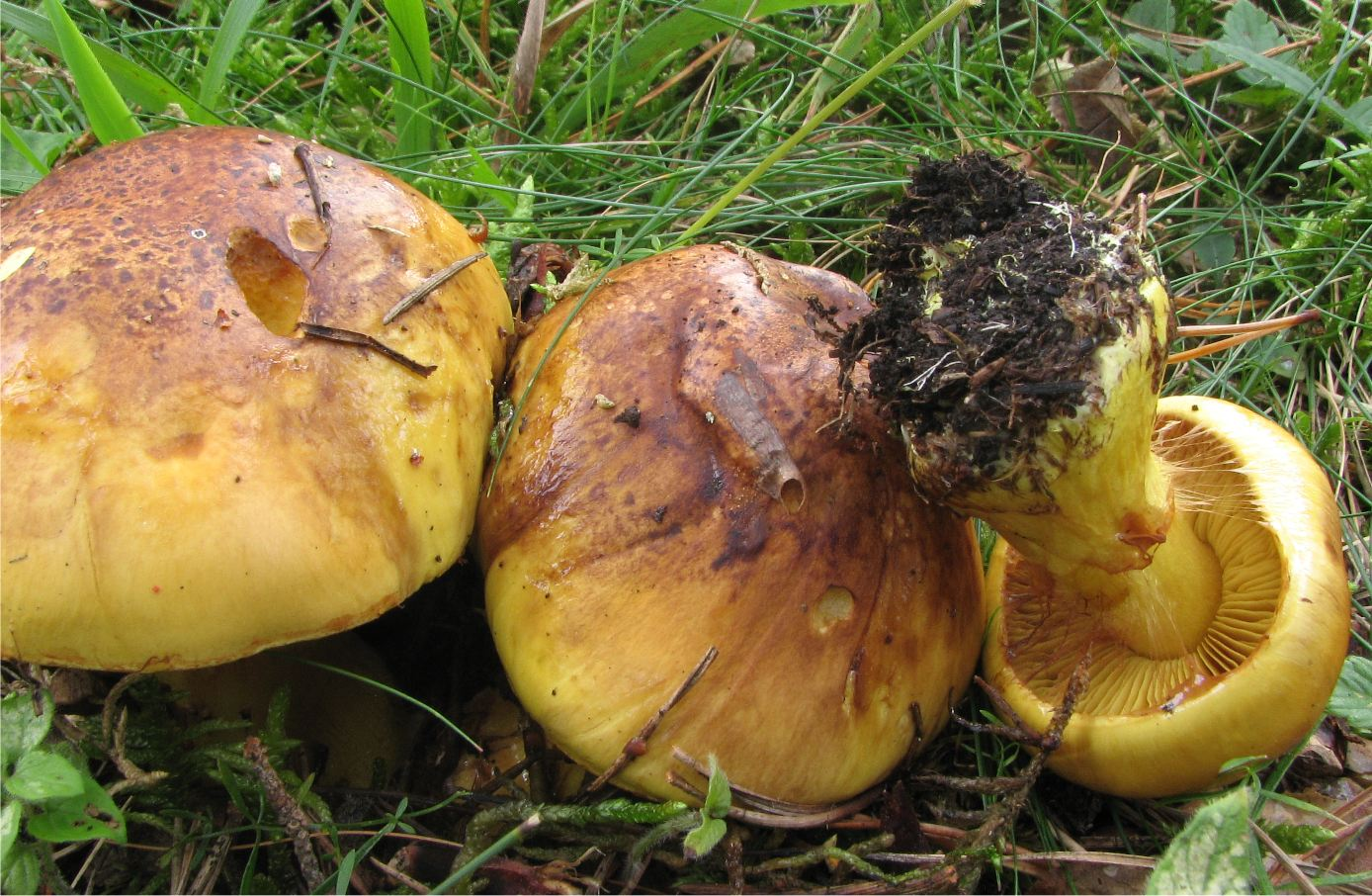
!!!Cortinarius meinhardii!!!

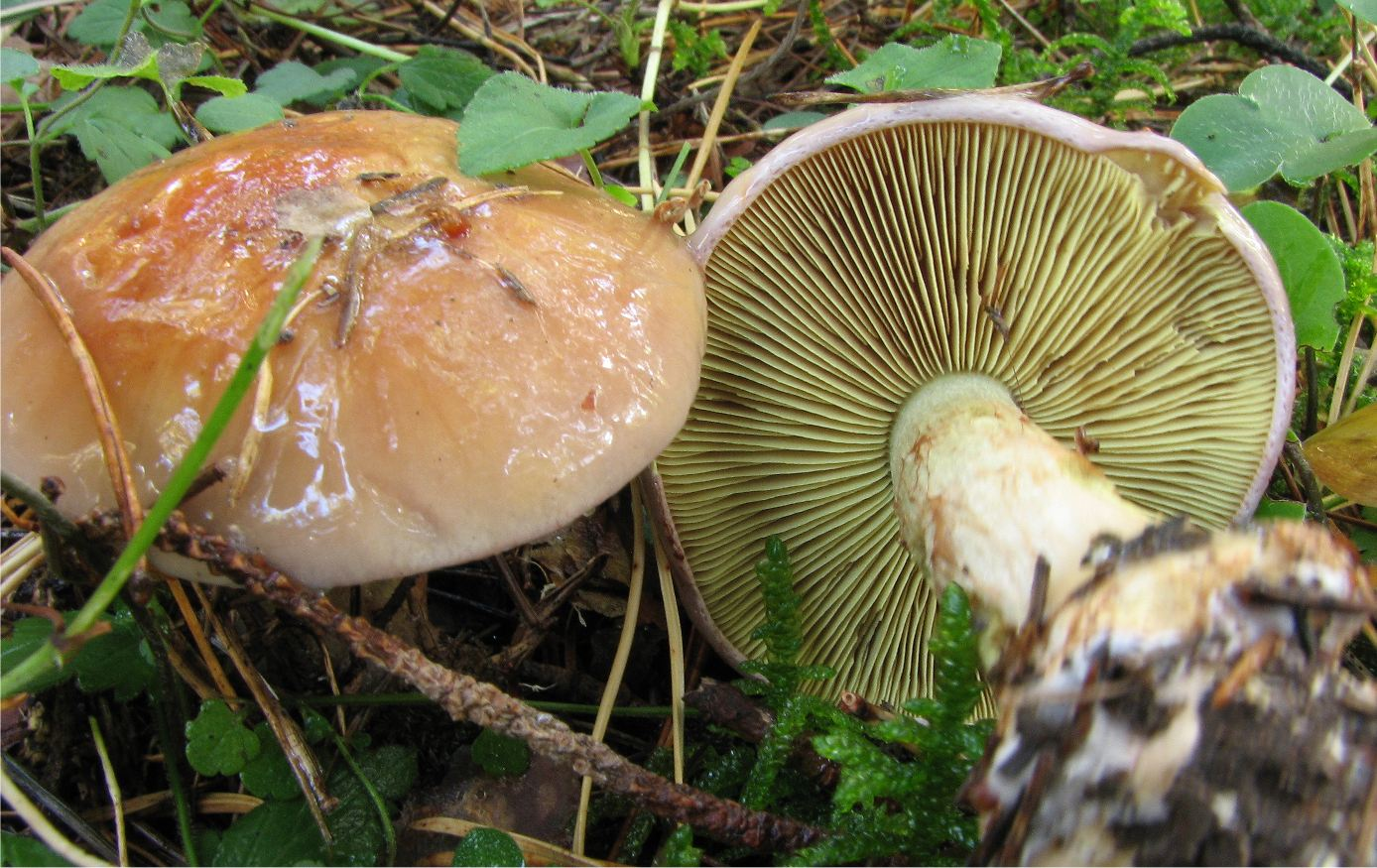
Cortinarius odorifer
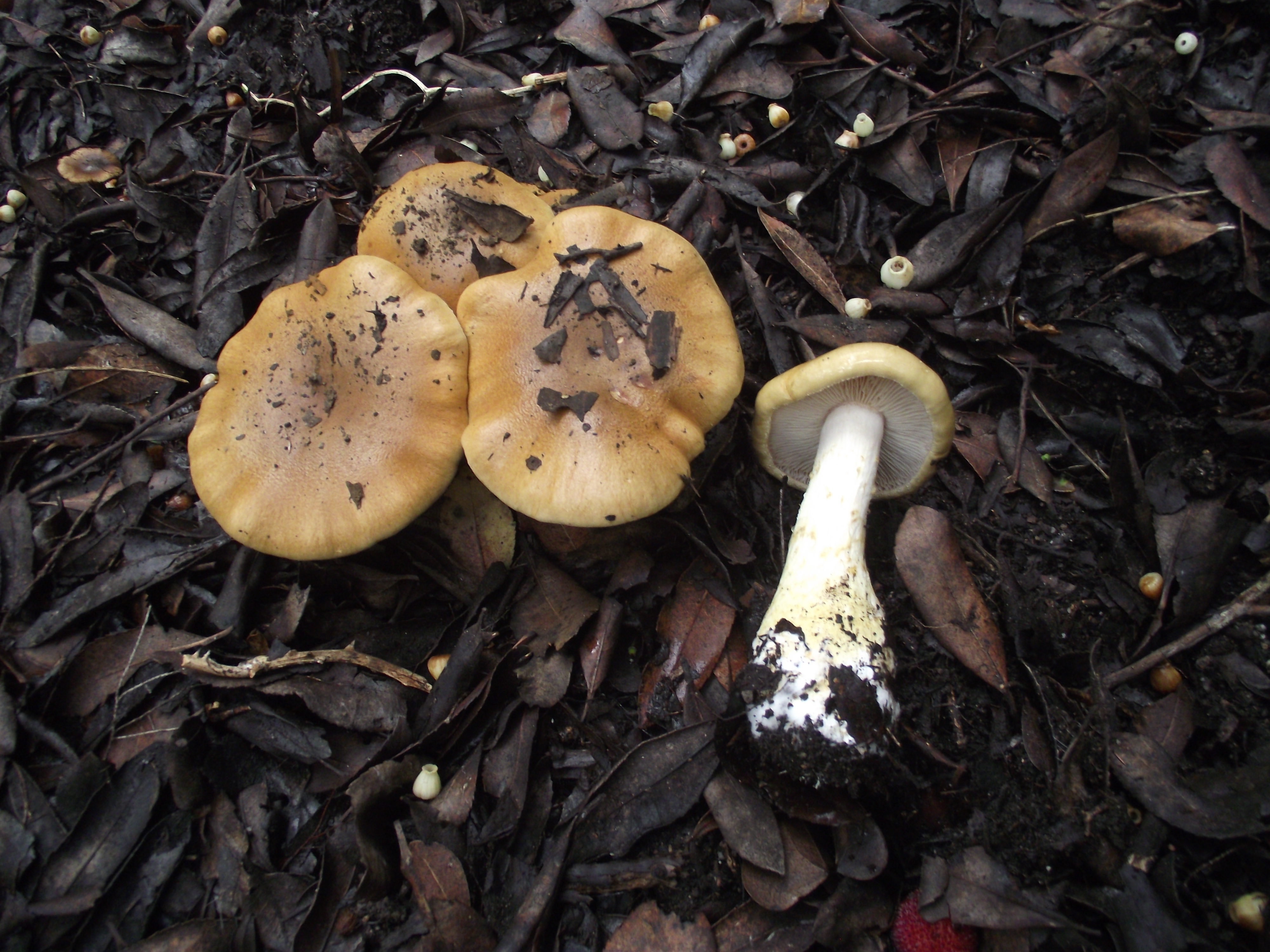
!Cortinarius olidus!
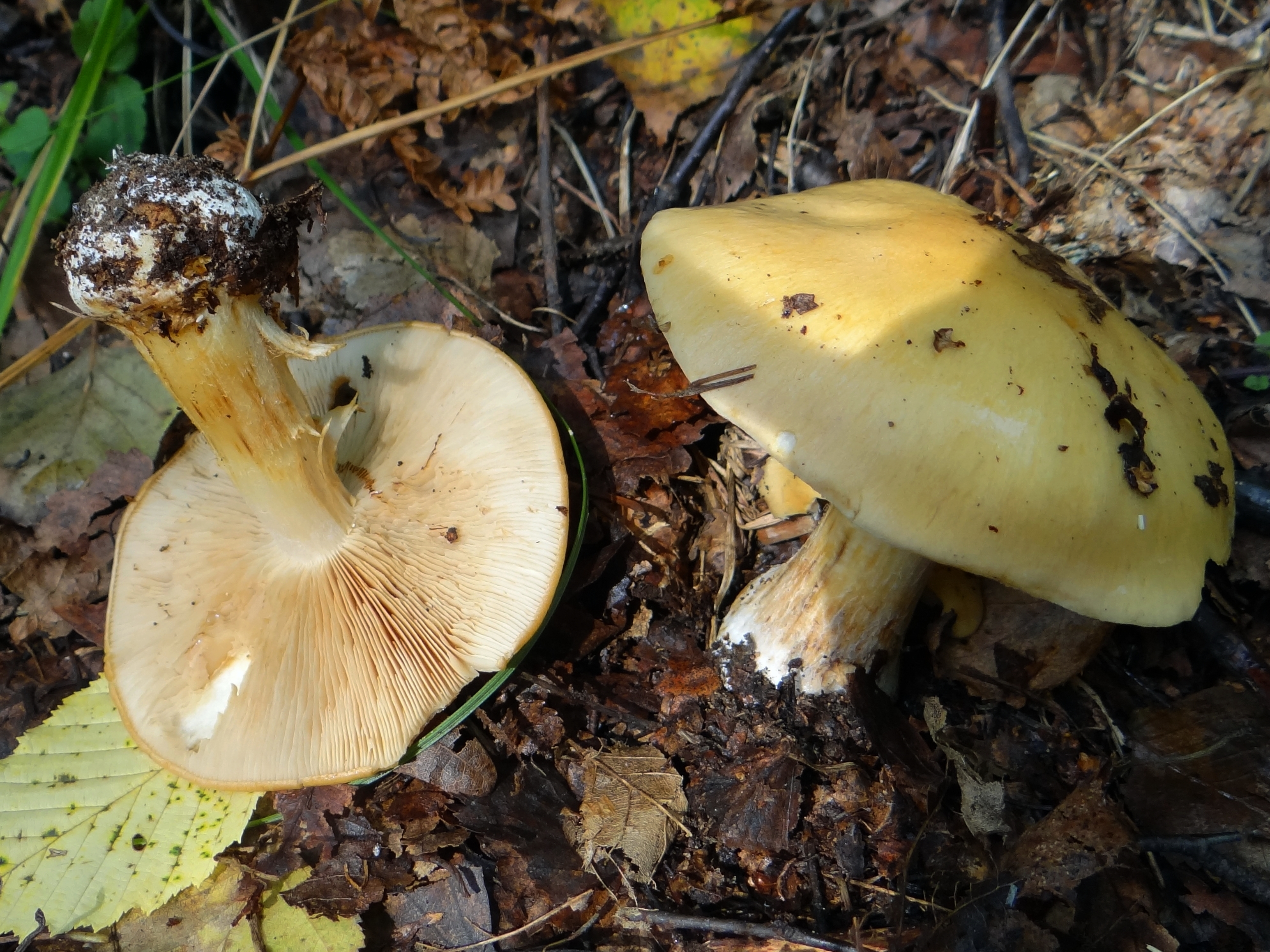
Cortinarius percomis
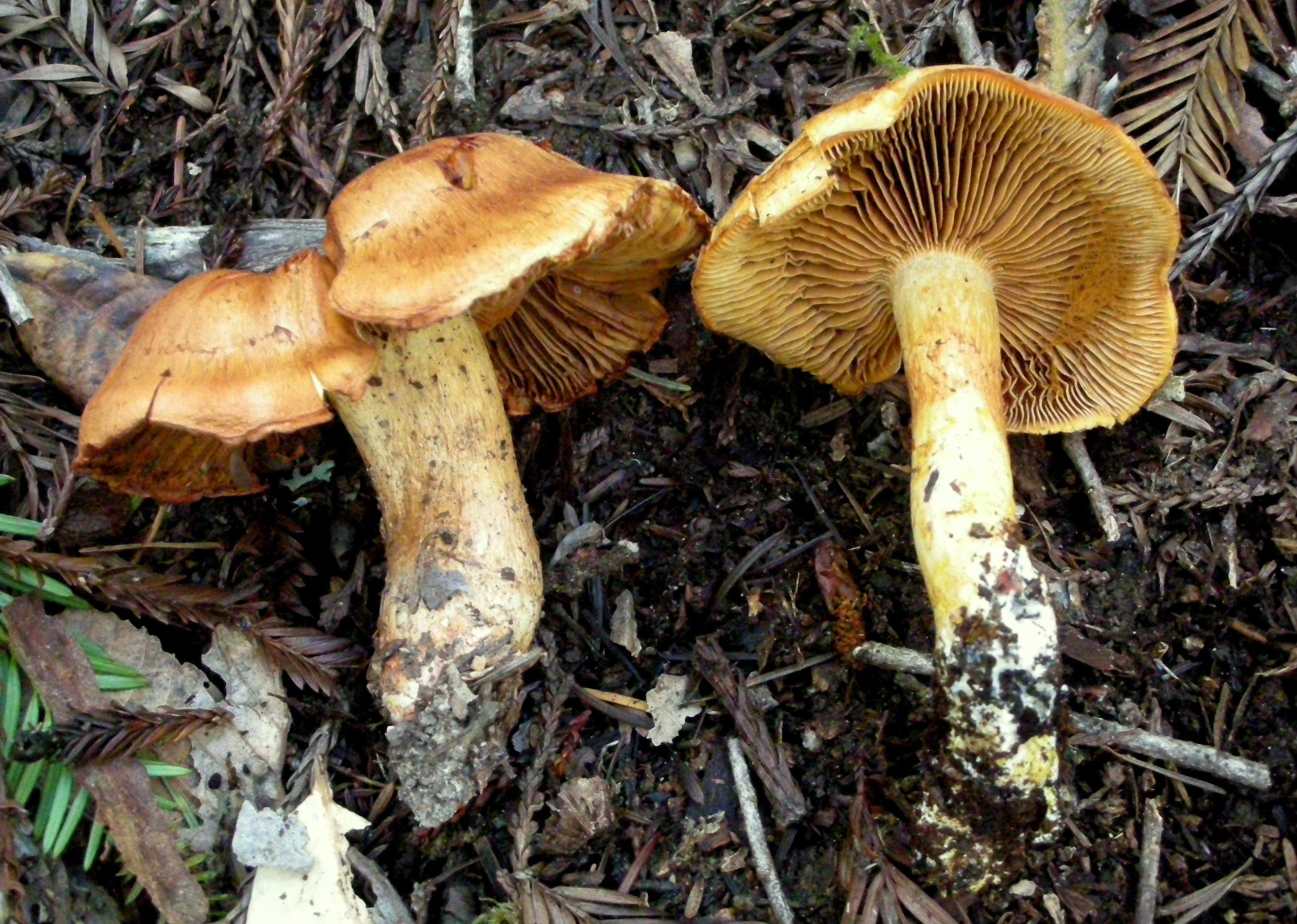
!!Cortinarius rubicundulus!!
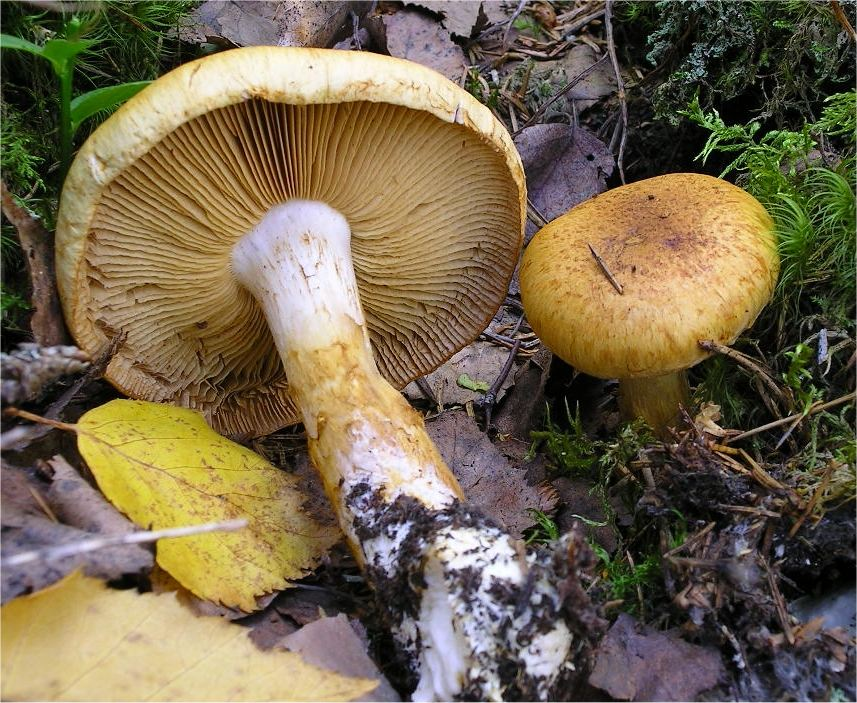
Cortinarius saginus

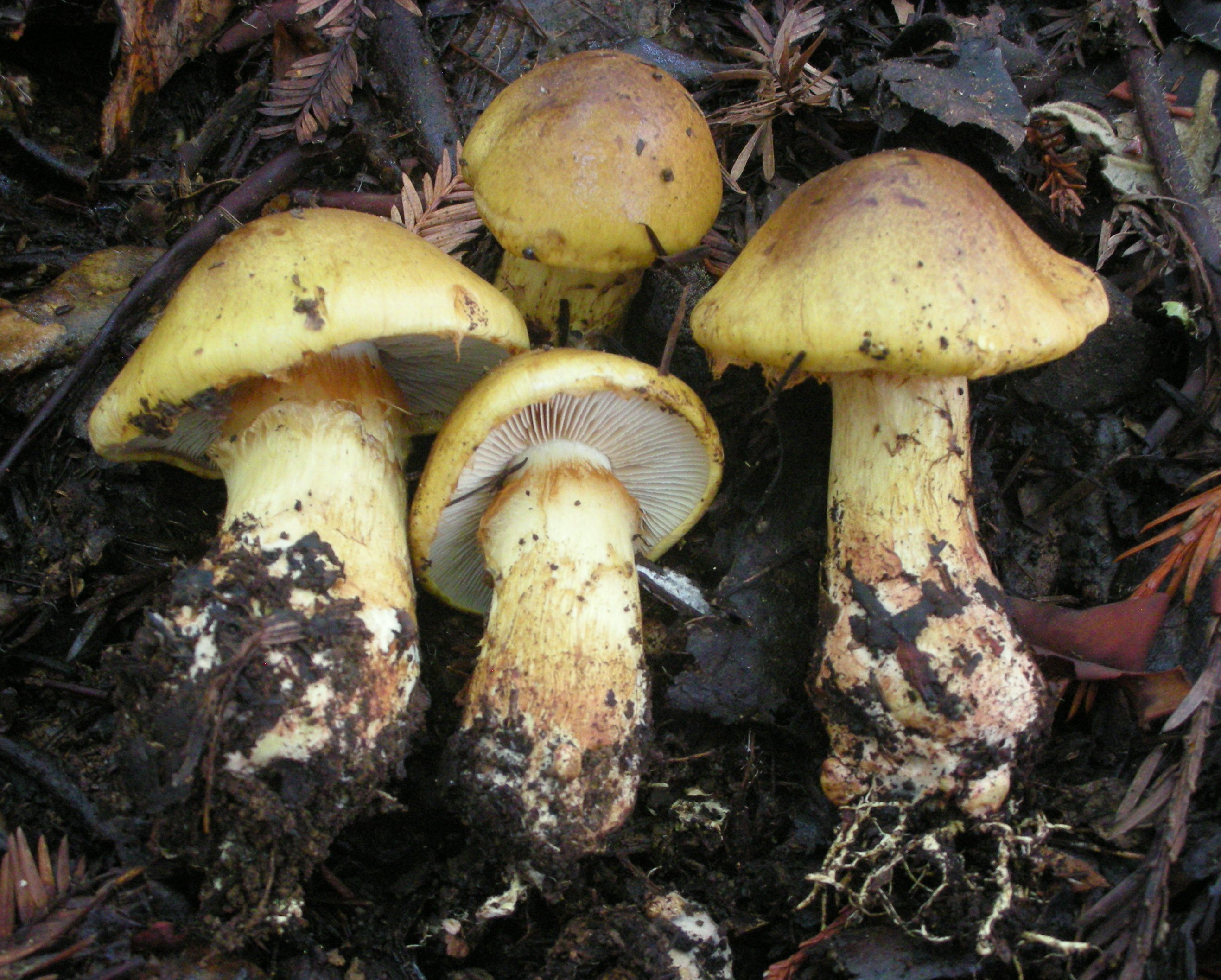
Cortinarius superbus
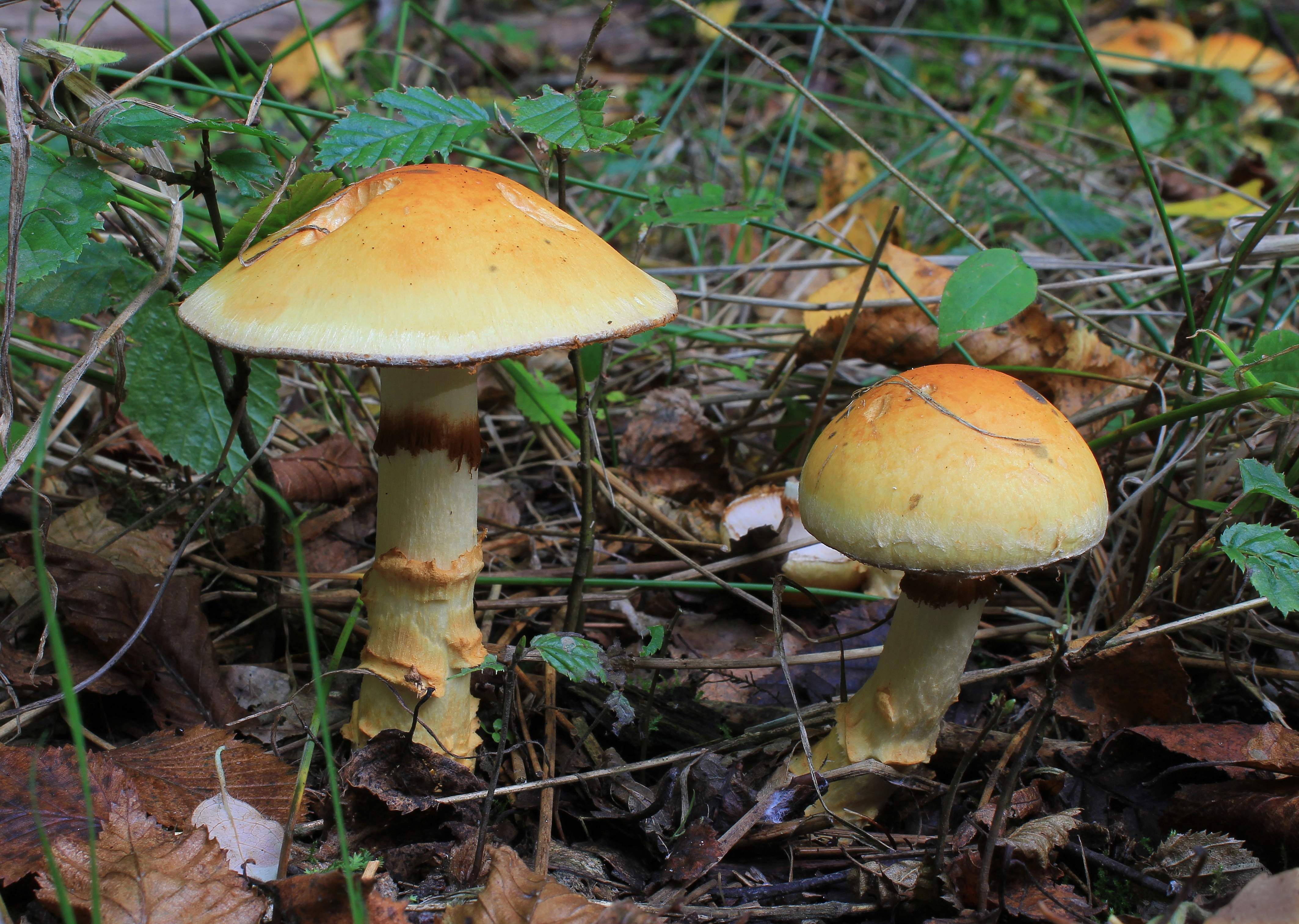
Cortinarius triumphans
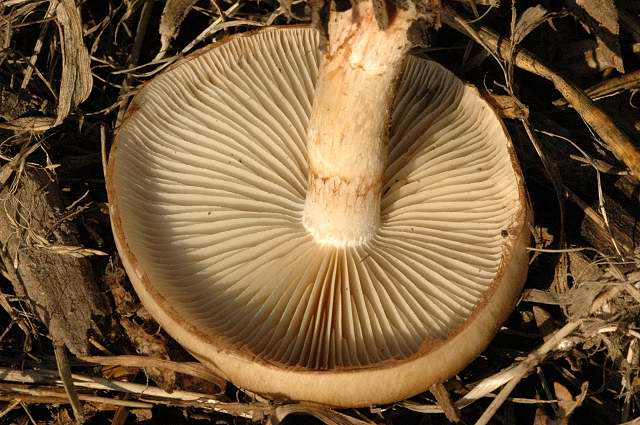
Cortinarius.turmalis
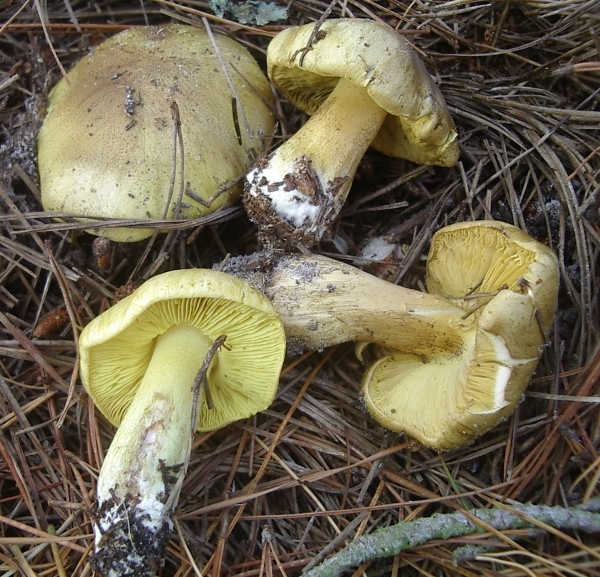
!!Tricholoma equestre!!

## Valorificare
Cortinarius splendens este foarte toxic (posibil potențial fatal). Pe vremuri a fost considerat chiar comestibil (variația cu miros neutru). Au avut loc intoxicații severe cu insuficiență renală acută, similară cu sindromul orelanian (parafaloidian), deși această toxină nu a fost detectată. Simptomele intoxicației au fost întârziate cu câteva zile și mai ales după consumuri repetate. O toxină renală similară sau diferită (nefrotoxină) este cu siguranță implicată aici. În Lyon, 17 pacienți au arătat simptomele sindromului orelanin după ce au ingerat această ciupercă. A fost confundată cu Tricholoma equestre (buretele călărețului) care între timp este și el considerat drept periculos otrăvitor. În plus, specia aici descrisă conține radioizotopul cesiu-137 în doze destul de mari. Cu mirosul său pătrunzător, înțepător care amintește de mirosul cavalerilor sulfuroși, ciuperca nu invită oricum la consum.
Dar dați atenție! Există mai multe varietăți ale acestei specii la fel de frumoase ca și bătătoare la ochi, care diferă în funcție de apariția lor în pădurile de foioase sau conifere, culoarea pălăriei (diverse nuanțe de galben), suprafața ei (mai netedă sau solzoasă presat) ori mirosul (sulfuros înțepător la aproape neutru). Ceea ce au toate formele în comun sunt carnea galbenă, groasă și fermă din pălărie și tulpină precum pulberea ruginie a sporilor la bătrânețe. 